# 塞米諾爾音樂
塞米諾爾音樂（Seminole music），是美洲原住民塞米諾爾人音樂。於十八世紀形成於佛羅里達州，現今大多居住在俄克拉荷馬州，仍有少數人居住在佛羅里達州。他們的傳統音樂特色在於大量使用搖鈴、手鼓、水鼓和木笛。

## 概述
塞米諾爾人的民歌多用於治癒病人與傷者，但也有一部分是狩獵歌曲。他們會在想要捕獵的前一天晚上唱狩獵歌曲，用清唱、呼喊與回應的方式演唱，以此讓動物「靠近」，以便獵殺到動物。狩獵歌曲的應用也顯示了音樂攸關他們的吃飯生存，對他們極其重要。
塞米諾爾人的音樂通常由中高音人聲組成。在整個歌曲中，旋律往往逐漸下降，音量則隨著特定儀式的舞蹈等關係而變化。他們經常用鼓伴奏，例如小手鼓、水鼓等，因此極富節奏感。呼喊與回應也是他們音樂中重要的一部分。
塞米諾爾人經常使用各種不同類型的搖鈴、鼓、長笛，在不同活動上它们的類型和用途不同。最古老的塞米諾爾樂器之一是波浪鼓。它的製作和使用方式有很多種，具體取決於使用波浪鼓的環境。波浪鼓常用于社交舞蹈，女性們會將這些波浪鼓綁在小腿上跳舞，波浪鼓因此搖晃發出聲音。
波浪鼓是塞米諾爾人部落的儀式音樂中的主要樂器，但也有一些類型的小鼓用於塞米諾爾族不同類型的音樂。水鼓就是其中一種，通常用在球賽活動，最初由柏樹皮和鹿皮做成，而現在也會用錫罐做成。木笛也是具有傳統影響力的樂器，但目前木笛的使用和製造很少見，因為很多塞米諾爾人已經不知道如何製作或是不会專門演奏木笛。

## 現況

### 塞米諾爾博覽會
塞米諾爾族博覽會和帕瓦儀式競賽在美國佛羅里達州好萊塢市的印地安人區域舉辦。会上会展示歷史、歌曲、舞蹈、食物、藝術、手工藝及一些習俗，以此紀念塞米諾爾部落。博览会為期三天，總共有超過十五種不同類型的音樂和舞蹈相關的表演，包括戰士舞蹈、傳統長笛演奏、現代塞米諾爾藍調樂隊。

### 本土音樂搖滾之旅
2008年開始，舉辦目的於在支持塞米諾爾以及其他美洲原住民的音樂和藝術家。巡演的表演者包括了獲得格萊美獎或其他殊榮的藝術家。他們表演搖滾、藍調、爵士和流行音樂，向全世界展示美洲原住民的音樂，讓他們的音樂能夠在世界範圍內得到認可。

### 尋找塞米諾爾之星
遊覽整個佛羅里達州，尋找最有才華的美洲原住民表演者，涵盖長笛演奏者到其他樂器、唱歌、說唱，目標是促進展示塞米諾爾的各種音樂人才。在每個夏季結束時，他們會在塞米諾爾社區中選出並展示所有獲獎者。這個比賽的許多獲獎者都參加了本土音樂搖滾之旅，在國內旅遊巡迴，以傳播他們美國原住民音樂的傳統。